# アジア・ニュース・ネットワーク
アジア・ニュース・ネットワーク (Asia News Network, ANN) は、アジア諸国の22社の報道機関によるニュース交換のための連合体。本社はシンガポールに置くANNは、参加する各社の間、および傘下のジャーナリストたちや新聞の間で連携をもち、協力を深めるべく、1999年に創設された。その後、2020年にシンガポールに登記された法人格を取得した。
この連合体を通して、会員社はリソースを共有し、複雑な話題に地元の視点を取り込み、地域や国際問題についてより深い報道を提供するために活用している。この連合体に参加している新聞は、ほとんどが各国における記録の新聞となっている。
2019年に創設20周年を迎えた時点では会員社は24社であったが、その後、台湾の『チャイナ・ポスト (The China Post)』が脱退するなどして、2022年現在は22社が会員となっている。

## 会員社
アジア・ニュース・ネットワークのメンバーは以下の通りである。
- ザ・ストレーツ・タイムズ (The Straits Times)
- コリア・ヘラルド (The Korea Herald)
- チャイナデイリー (China Daily)
- ゴゴ・モンゴリア (GoGo Mongolia')
- ジャパン・ニュース（読売新聞） (The Japan News)
- ドーン (Dawn)
- ステイツマン (The Statesman)
- アイランド (The Island)
- クエンセル (Kuensel)
- カトマンズ・ポスト (Kathmandu Post)
- デイリー・スター (Daily Star)
- イレブン・メディア (Eleven Media)
- ネーション (The Nation)
- ジャカルタ・ポスト (The Jakarta Post)
- スター (The Star)
- 星洲日報 (Sin Chew Daily)
- プノンペン・ポスト (Phnom Penh Post)
- ラスメイ・カンプチュア・デイリー (Rasmei Kampuchea)
- ボルネオ・ブレティン (The Borneo Bulletin)
- ベトナム・ニュース (Vietnam News)
- フィリピン・デイリー・インクワイアラー (Philippine Daily Inquirer)
- ビエンチャン・タイムズ (Vientiane Times)